# Rondibilis pascoei
Rondibilis pascoei är en skalbaggsart som först beskrevs av Thomson 1868.  Rondibilis pascoei ingår i släktet Rondibilis och familjen långhorningar. Inga underarter finns listade i Catalogue of Life.